# Aleš Čermák
Aleš Čermák (ur. 1 października 1994 w Pradze) – czeski piłkarz grający na pozycji ofensywnego pomocnika.